# Герб Кобриня
Герб Кобриня — офіційний геральдичний символ міста Кобринь і Кобринського району Берестейської області Білорусі.
Герб ґрунтується на історичному гербі, який був наданий місту Кобриню королем Сигізмундом III Вазою разом з правом на самоврядування за зразком магдебурзького 10 грудня 1589 року. Автори реконструкції герба П. А. Жаров, А. П. Маковцов, С. Е. Рассадин, В. А. Ляхор.

## Опис
Герб являє собою французький щит, у блакитному полі якого зображення немовляти Ісуса Христа в золотому одязі, Пречистої Діви Марії в одязі червоного кольору, поверх зеленого хітона, в золотій вільній частині щита праведна Ганна в червоному одязі поверх блакитного хітона. Обличчя і руки фігур — тілесного кольору, над їх головами золоті німби.

## Герб часів Російської імперії

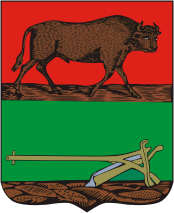
Герб 1845 року

17 вересня 1845 року місто Кобринь, як один з повітів Гродненській губернії, отримує новий герб — щит розділений на дві половини: у верхній поміщений Гродненський герб, а в нижній, в зеленому полі соха, що означає землеробські заняття жителів Кобринського повіту.